# Goran Vojnović
Goran Vojnović, född 11 juni 1980 i Ljubljana, Slovenien, är en slovensk författare, poet och regissör. Vojnović är utbildad vid akademin för teater, radio, film and television vid Ljubljanas universitet.